# Konferencja moskiewska (1943)
Konferencja moskiewska – konferencja aliancka w Moskwie, która miała miejsce w dniach 19–30 października 1943 roku.
Wzięli w niej udział ministrowie spraw zagranicznych trzech koalicyjnych mocarstw: Cordell Hull (Stany Zjednoczone), Anthony Eden (Wielka Brytania) oraz Wiaczesław Mołotow (Związek Radziecki). Konferencji moskiewskiej przewodniczył Mołotow. Ministrowie rozpatrzyli na niej następujące kwestie:
- inwazja sił amerykańsko-brytyjskich na Francję (operacja Overlord)
- nakłonienie Turcji do przystąpienia do wojny
- nakłonienie Szwecji do oddania baz powietrznych państwom sprzymierzonym.

W Moskwie ustanowiono Europejską Komisję Doradczą i przyjęto deklarację czterech mocarstw (ZSRR, Wielkiej Brytanii, USA i Republiki Chińskiej) dotyczącą powszechnego bezpieczeństwa.
Uchwalono na niej 4 deklaracje: 
- w sprawie powszechnego bezpieczeństwa – potwierdzała gotowość prowadzenia wojny w celu osiągnięcia bezwarunkowej kapitulacji państw osi, oraz utworzenia po wojnie międzynarodowej organizacji dla utrzymania pokoju i bezpieczeństwa,
- w sprawie Włoch – ustalono zasady polityki wobec tego państwa po wojnie i wprowadzenia tam demokracji,
- w sprawie Austrii – o odbudowie suwerennej i demokratycznej Austrii, która anulowała dokonaną w 1938 r. przez Niemcy aneksję Austrii[3]
- w sprawie ukarania nazistowskich zbrodniarzy wojennych.

Konferencja moskiewska uważana jest za jedno z najważniejszych spotkań dyplomatycznych w czasie II wojny światowej.